# تغازوت باي
تغازوت باي منتجع سياحي بجنوب المغرب، صمم كجزء من مشروع المخطط الأزرق (المغرب) الذي يعمل عليه المغرب. يمتد على مساحة 615 هكتار ممتدة على 4,5 كم من شواطئ المملكة.
يتكون المنتجع من مرافق رياضية، ترفيهية، وأيضا نادي شاطئي، كما يتضمن أكادمية للغولف، كرة المضرب، ركوب الأمواج وكرة القدم.

## شركة تهيئة وإنعاش المحطة السياحية تغازوت
يتوزع رأسمال هذه الشركة المجهولة الاسم، البالغ مائة مليون (400.000.000) درهم، بين أربعة مساهمين مغاربة أساسيين:
| المساهمين                                                                               | حصة السوق |
| --------------------------------------------------------------------------------------- | --------- |
| صندوق الإيداع والتدبير للتنمية (CDG Développement)                                      | 45%       |
| الصندوق المغربي للتنمية السياحية (Fonds Marocain de Développement Touristique-FMDT)     | 25%       |
| مجموعة " سود بارتنرز" (Sud Partners)، التي تعد " أكوا جروب" (Akwa Group) من أهم شركاتها | 25%       |
| الشركة المغربية للهندسة السياحية (Société Marocaine d’Ingénierie Touristique-SMIT)      | 5%        |

تتمثل مهمة شركة تهيئة وإنعاش المحطة السياحية تغازوت، التي أنشئت في يوليوز 2011، في تهيئة وتطوير وتسويق وتسيير محطة تغازوت باي.

## الأرقام الرئيسية[3]
- مجموع مساحة الأرض : 615 هكتار
- معامل الإشغال التربة (SOC) عموما % 10,5
- عدد الأسرة : 12316 أسرة
- 9 وحدات فندقية
- القدرة السياحية : 7450 سرير
- يقدر الاستثمار الكلي : 10 مليار درهم
- إنجاز البرنامج السياحي في 5 سنوات